# Clathria africana
Clathria africana är en svampdjursart som först beskrevs av Claude Lévi 1952.  Clathria africana ingår i släktet Clathria och familjen Microcionidae. Inga underarter finns listade i Catalogue of Life.